# Turba-Kaserne

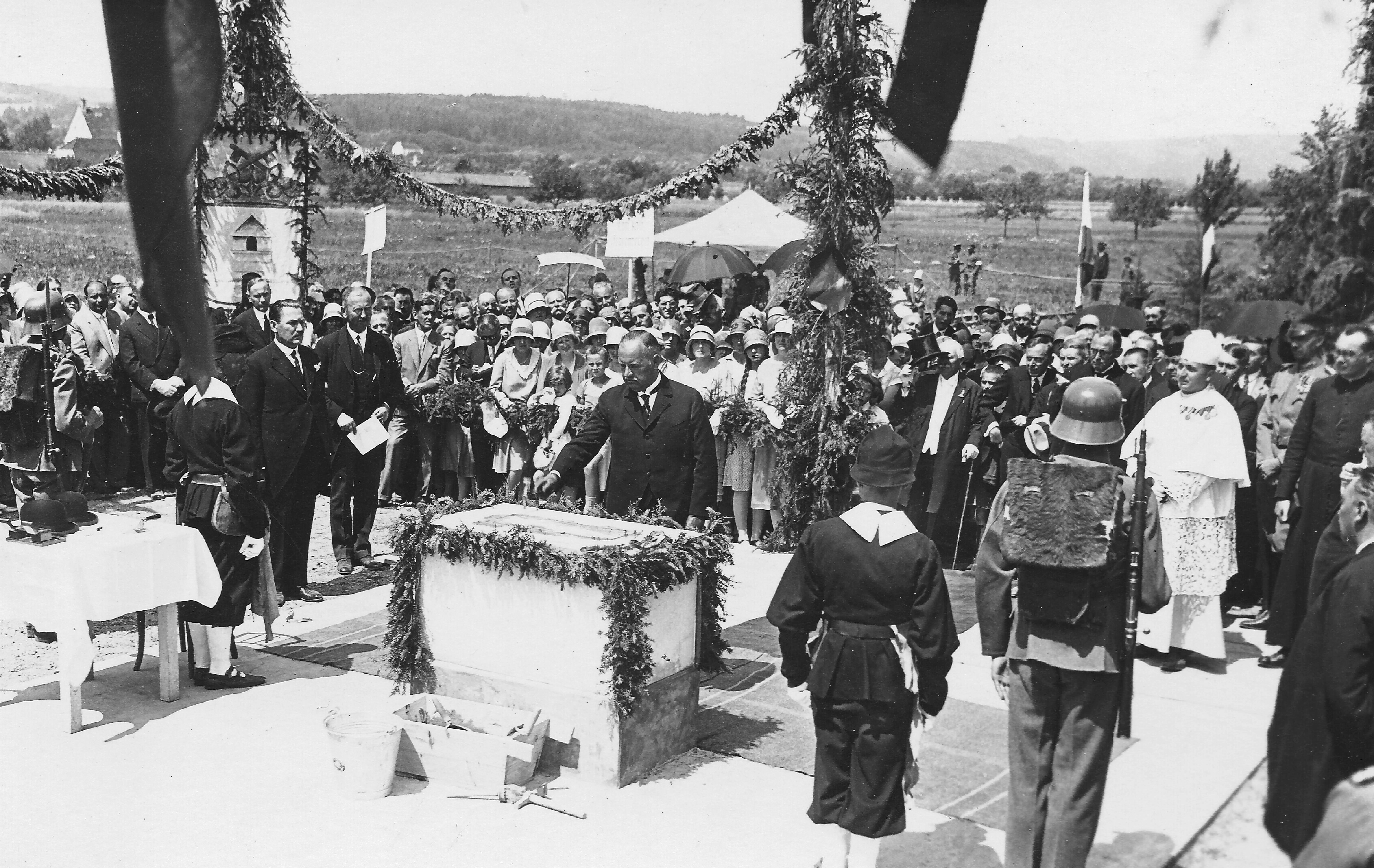
Grundsteinlegung am 21. Juli 1929

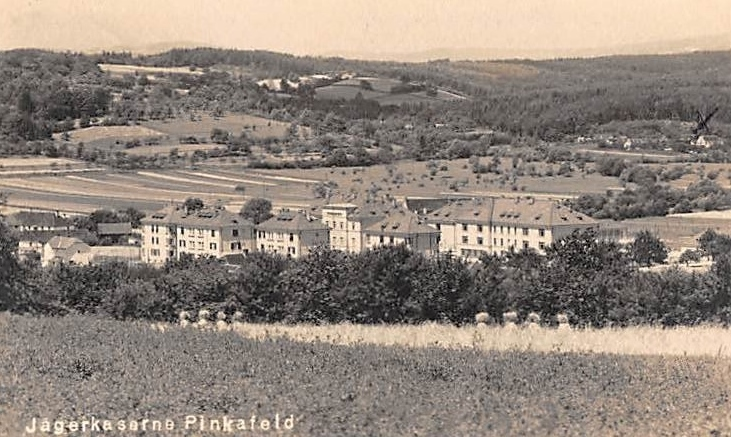
Jägerkaserne Pinkafeld in den 1930er-Jahren

Rekrutenangelobung beim Gebirgsjäger-Regiment 138 am 31. Mai 1939

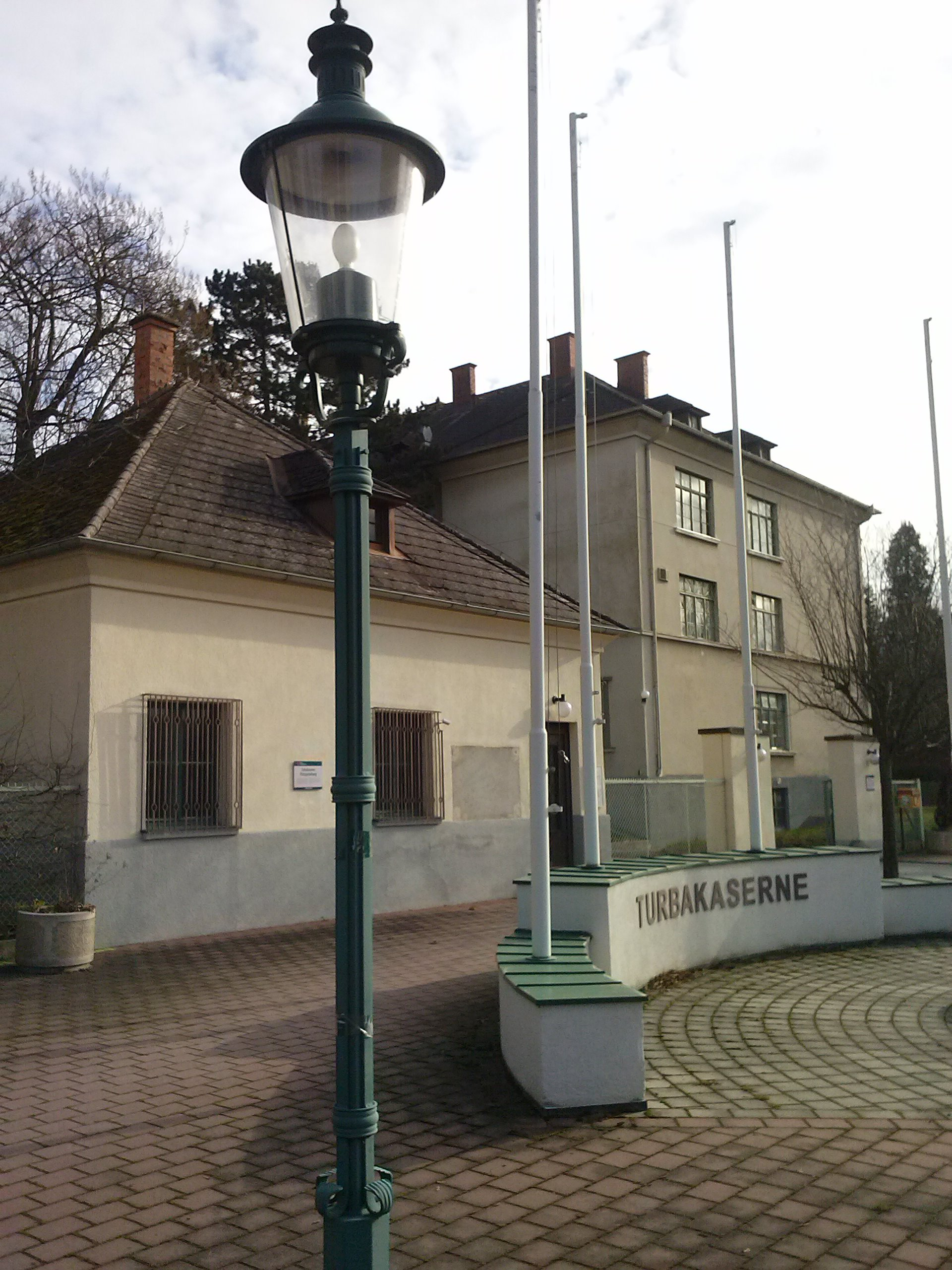
Eingangsbereich Turba-Kaserne

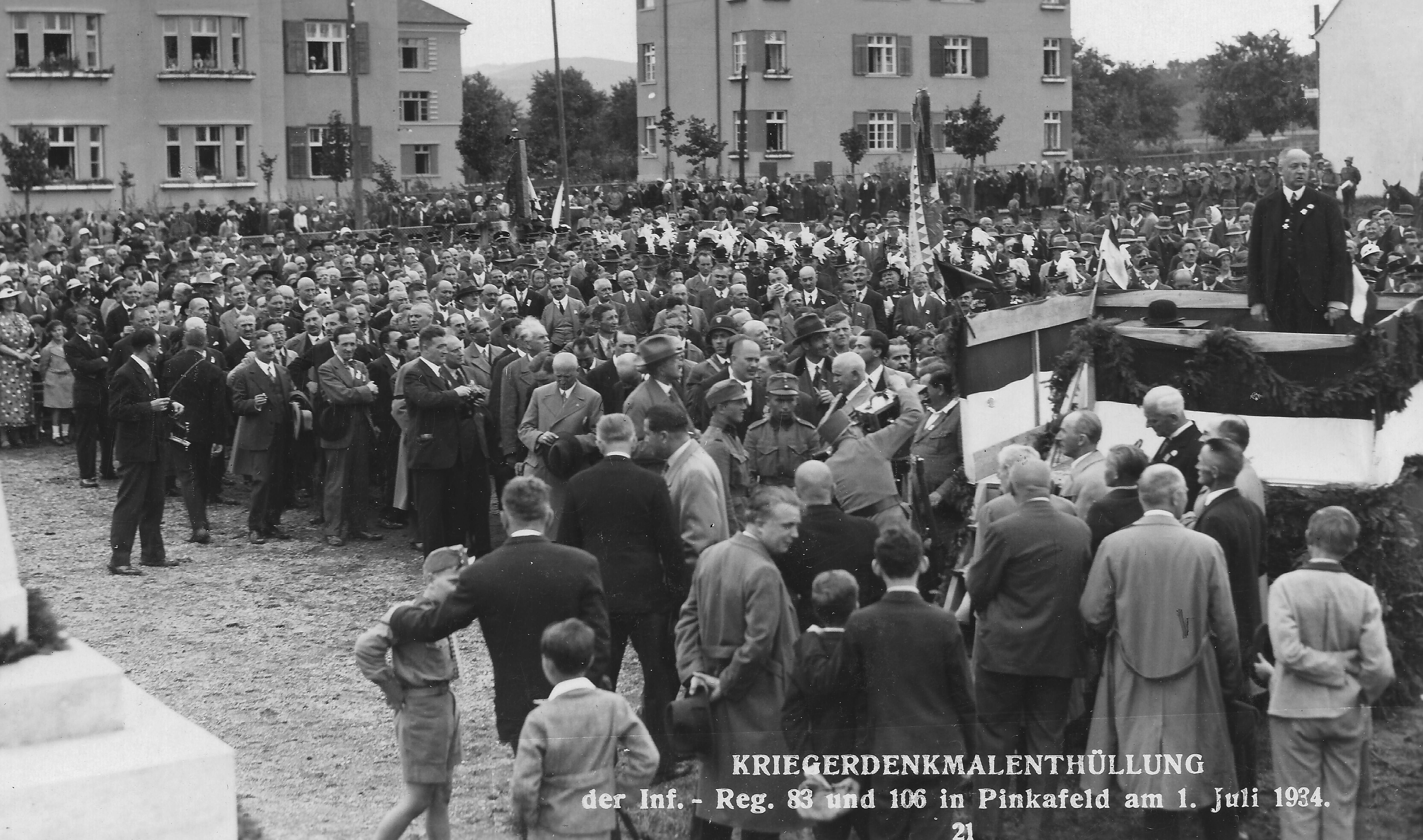
Denkmalseinweihung am 1. Juli 1934

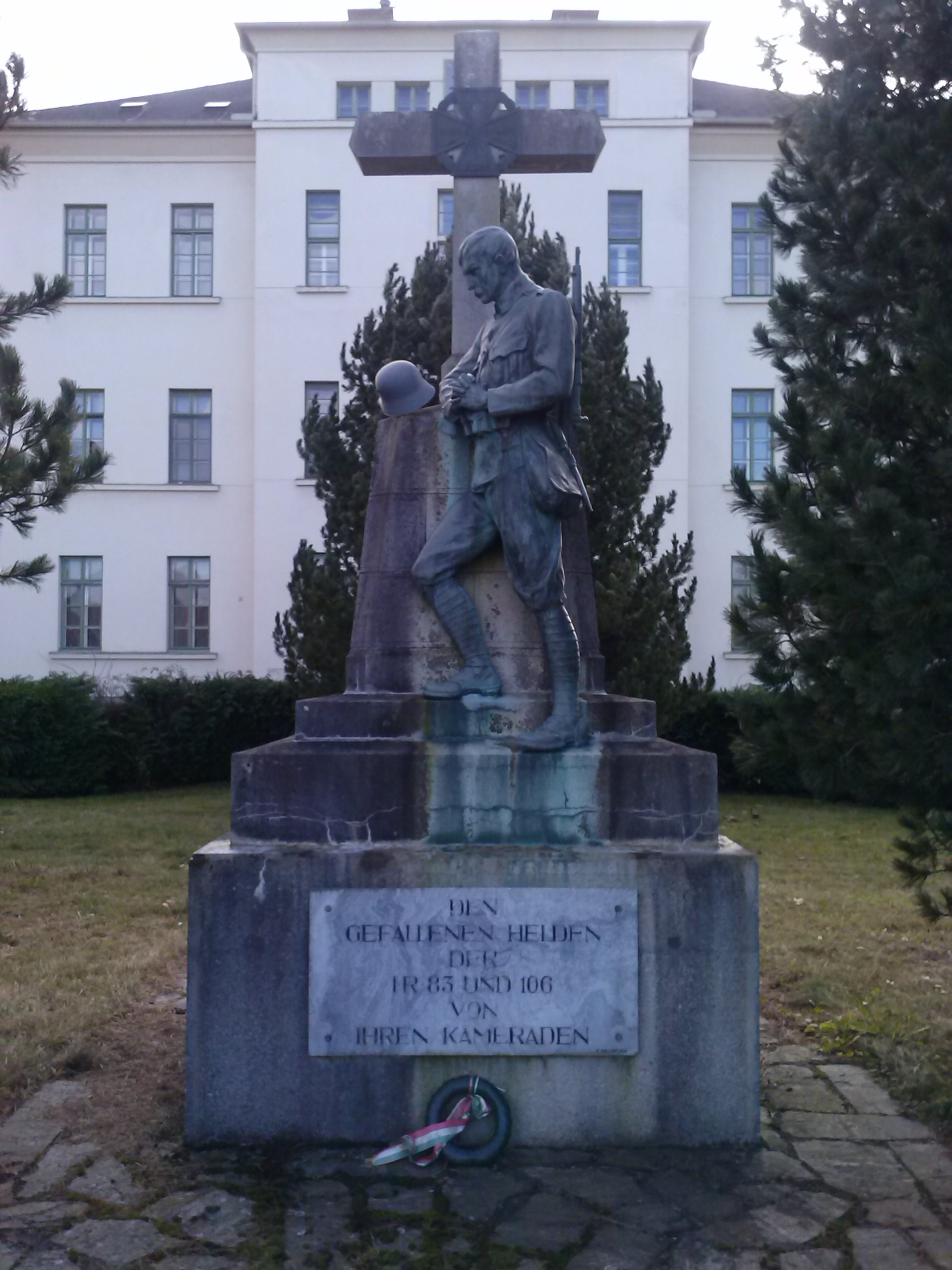
Denkmal für die k.u.k. Infanterie Regimenter Nr. 83 und 106 im Jahr 2015

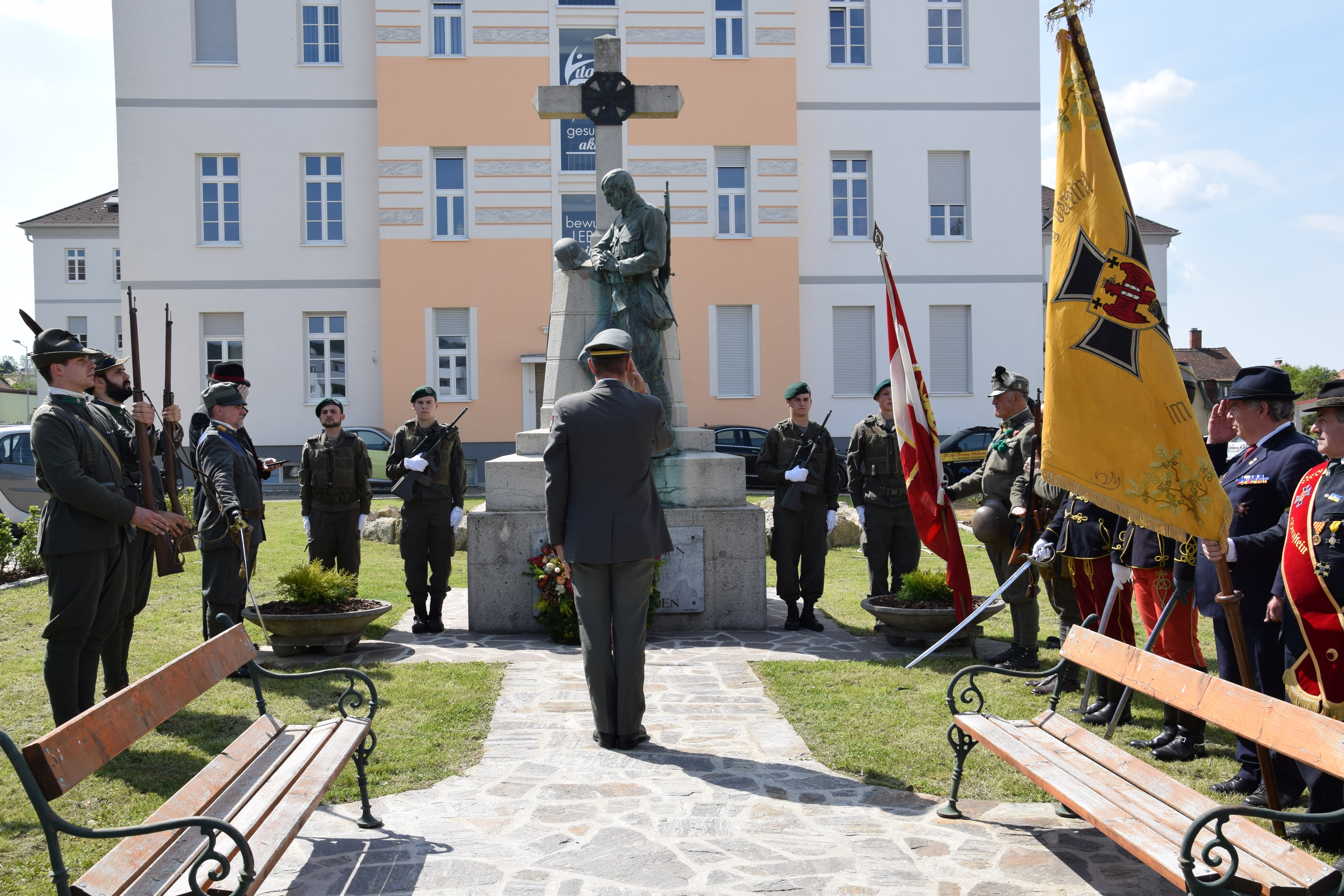
Totengedenken durch Jägerbataillon 19 und Traditionsverbände 2019

Die Turbakaserne war eine Kaserne des österreichischen Bundesheeres in Pinkafeld.

## Geschichte

### Militärische Nutzung
Beschlossen wurde von der Stadt Pinkafeld die Kaserne bereits 1926, nachdem 1921 das Burgenland nach der Volksabstimmung zu Österreich fiel. Allerdings konnte der Grundstein erst am 21. Juli 1929 gelegt werden. Auch der damalige Verteidigungsminister Carl Vaugoin unterstützte das Projekt sehr. Aus diesem Grund wurde er später zum Ehrenbürger ernannt.
1932 konnte das Feldjägerbataillon Nr. 2 des Bundesheeres aus Neusiedl am See in die Kaserne einziehen. Es blieb bis zum Anschluss im Jahr 1938. Danach diente die Kaserne verschiedenen Einheiten der Wehrmacht als Unterkunft. Unter anderem waren 1939 Truppenteile des Gebirgsjäger-Regiments 138, das zur 3. Gebirgs-Division (Wehrmacht) gehörte, in Pinkafeld stationiert.:S. 332
Die Kaserne war vermutlich der Grund, warum am 7. April 1941 zwei jugoslawische Bristol-Blenheim-Bomber Ziel auf Pinkafeld nahmen. Sie wollten damit einen Gegenschlag wegen des am Vortag von der Wehrmacht begonnenen Balkanfeldzug durchführen.:S. 68–69
Ab dem Jahr 1941 diente die Kaserne als Reservelazarett und ab 1944 als Kriegslazarett. Am 5. April 1945 wurde die Kaserne durch die einmarschierenden russischen Truppen besetzt. Bis 1950 waren Kosaken in den Gebäuden untergebracht. Bis zum Staatsvertrag im Jahr 1955 blieb noch ein Restkommando stationiert.
Nach Erlangen des Staatsvertrages und Verlassen der russischen Truppen im Jahr 1955 wurde die Kaserne renoviert. Bereits am 25. November 1955 rückte eine Kompanie B-Gendarmerie in Pinkafeld ein. Ein Jahr später wurden die ersten Präsenzdiener des neu gegründeten Bundesheeres einberufen. Bereits zehn Tage nach ihrer Einberufung musste ein Teil des Kaderpersonals zur Sicherung der Staatsgrenze bedingt durch den Ungarischen Volksaufstand abrücken, während der Rest die Ausbildung der Jungmänner weiterführen musste. In der Jägerkaserne wurde im Jahr 1957 das Jägerbataillon 19 aufgestellt und in der Folge ausgebaut. 1967 wurde die Kaserne nach dem Oberst im Generalstab Josef Turba benannt. Das K.u.k. Infanterieregiment „Freiherr von Schikofsky“ Nr. 83, das er aus dem Ersten Weltkrieg geschlossen in die Heimat führen konnte, wurde der Traditionstruppenkörper des Jägerbataillons 19 mit dem Leitspruch „Vorwärts mit frischem Mut“. 1979 wurde das Jägerbataillon 19 auf Landwehrstammregiment 13 umbenannt, vor einigen Jahren aber wieder auf den ursprünglichen Namen des Jägerbataillons 19.

### Kasernenverkauf
Die Turba-Kaserne wurde im Zuge der Sparmaßnahmen des Bundesheeres 2014 an eine Bietergemeinschaft, bestehend aus der Stadtgemeinde Pinkafeld, der Oberwarter Siedlungsgenossenschaft sowie die Pinkafelder Firma Pöll Immobilien, verkauft. Eine zweite Siedlungsgenossenschaft verließ das Bieterkonsortium kurz vor Abgabe des Angebotes. Das in der Kaserne stationierte Jägerbataillon 19 war zuvor in die neu ausgebaute Montecuccoli-Kaserne nach Güssing verlegt worden.
Das frei gewordene Areal mit einer Fläche von rund fünf Hektar wurde zwischen den Mitgliedern der Bietergemeinschaft aufgeteilt. Die Stadtgemeinde übernahm einen Teil im Nordwesten des Areals und wollte dort ursprünglich ein neues Feuerwehrhaus errichten. Aufgrund der hohen Kosten wurde dieser Plan wieder verworfen und für das neue Feuerwehrhaus ein anderes Grundstück gekauft. Die alten Wohnhäuser der Bundesheerbediensteten im östlichen Teil wurden durch das Pinkafelder Unternehmen renoviert und auf der Restfläche errichtete die Oberwarter Siedlungsgenossenschaft Wohnungen und Doppelhäuser.
Die Renovierung des ehemaligen Stabsgebäudes durch das Pinkafelder Unternehmen, um es in ein Gesundheitszentrum umzuwandeln, wurde 2016 in Angriff genommen. Im Zuge dieser Renovierungsarbeiten fanden Bauarbeiter in einem eingemauerten Messingbehälter die Urkunde der Schlusssteinlegung aus dem Jahr 1932. Das Unternehmen Pöll Immobilien übergab dieses Exponat im Zuge der Eröffnung einer Sonderausstellung dem Stadt-, Tuchmacher- und Feuerwehrmuseum als Dauerleihgabe.

## Denkmal für die k.u.k. Infanterie Regimenter Nr. 83 "Freiherr von Schikofsky" und Nr. 106
Auf dem Gelände befindet sich nach wie vor ein Denkmal, das an die Gefallenen der k.u.k. Infanterie Regimenter Nr. 83 "Freiherr von Schikofsky" und Nr. 106 erinnert. Seine Einweihung erfolgte unter großer Beteiligung der Bevölkerung am 1. Juli 1934. Der ursprüngliche Standort des Mahnmals war der sogenannte "Rehpark" in der Nähe der Kaserne. 1997 erfolgte seine Verlegung auf das Gelände der Turba-Kaserne. Im Zuge des Kasernenverkaufs entbrannte eine politische Diskussion über den zukünftigen Standort des Denkmals, die jedoch ohne Ergebnis blieb. Somit befindet es sich nach wie vor auf dem Standort innerhalb der ehemaligen Kaserne und steht nun somit auf einem Privatgrund.